# 스티븐 월터스

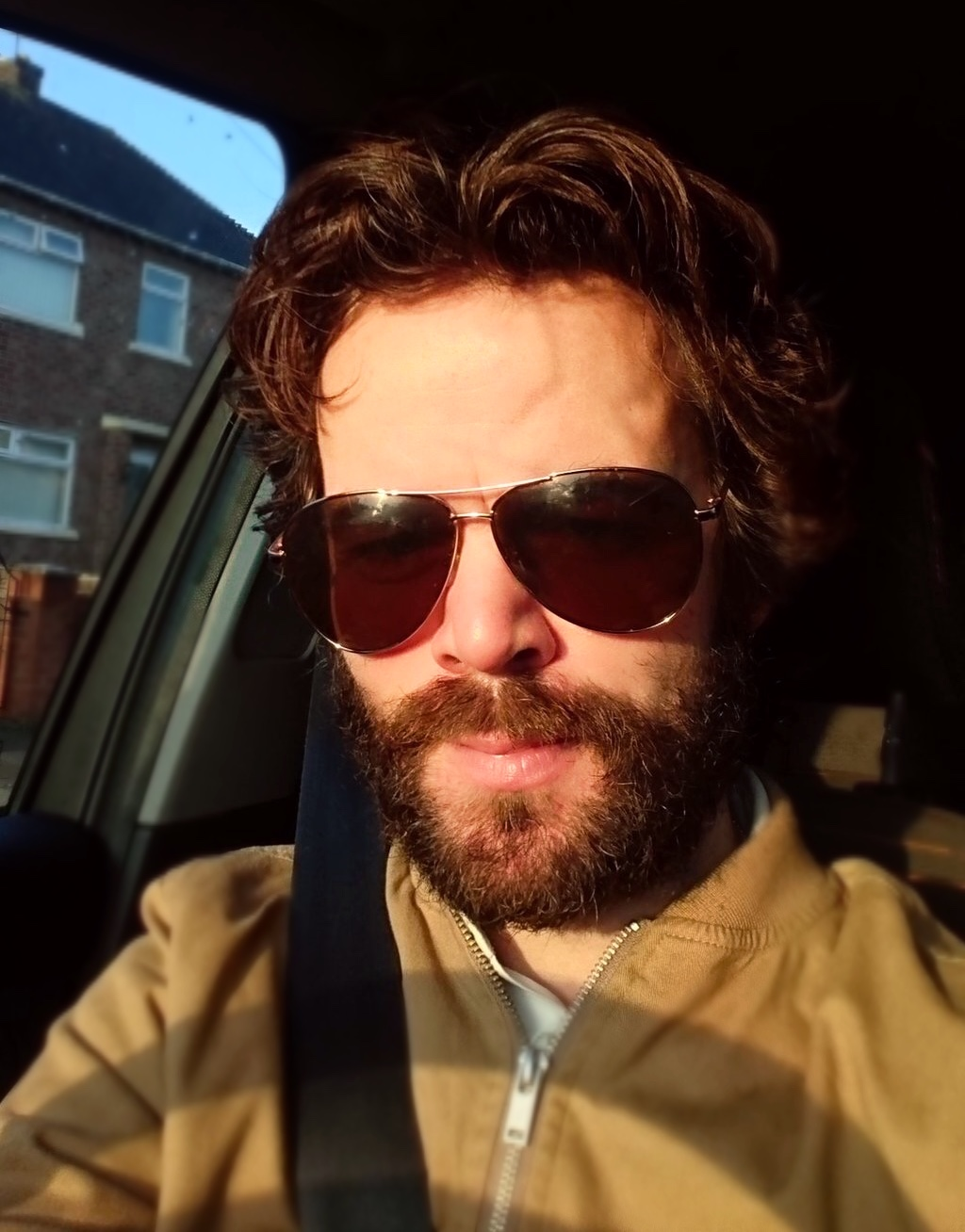

스티븐 월터스(Stephen Walters, 1975년 5월 22일 ~ )는 영국의 배우, 영화배우, 텔레비전 배우이다.
머지사이드주에서 태어났다.

## 영화
- 아웃랜더 시즌1 (2014년) - 앵거스 모어 역
- 켈리와 빅터 (2012년) - 가즈 역
- 에이지 오브 히어로즈 (2011년)
- 스플린터드 (2010년) - 개빈 역
- 스킨스 시즌1 (2007년)
- 한니발 라이징 (2007년)
- 버진 퀸 (2005년)
- 리볼버 (2005년)
- 배트맨 비긴즈 (2005년)
- 레이어 케이크 (2004년)
- 와이어 인 더 블러드 (2002년)
- 마이크 바셋 (2001년)
- 스트럼펫 (2001년)
- 51번째 주 (2001년)
- 그들만의 월드컵 (2001년)
- 밴드 오브 브라더스 (2001년)
- 리암 (2000년)
- 키스 키스 뱅뱅 (2000년)
- 젠틀맨 하이웨이맨 (1999년)